# Dịch Dương Thiên Tỉ
Dịch Dương Thiên Tỉ (sinh ngày 28 tháng 11 năm 2000) còn có nghệ danh là Jackson Yee, là một diễn viên, ca sĩ và vũ công người Trung Quốc, thành viên nhóm nhạc thần tượng Trung Quốc TFBOYS từ năm 2013. Dịch Dương Thiên Tỉ xếp thứ nhất trong BXH ngôi sao có giá trị thương mại cao nhất năm 2019 do Sina thống kê và đứng đầu trong Danh sách 100 người nổi tiếng Trung Quốc liên tiếp hai năm 2020 và 2021 do Forbes bình chọn. Theo truyền thông Trung Quốc anh hiện là một trong những ngôi sao có giá trị thương mại cao nhất tại Trung Quốc và cũng là một trong những lưu lượng hàng đầu được đánh giá cao về thực lực.

## Tiểu sử
Thiên Tỉ sinh ngày 28 tháng 11 năm 2000 tại thành phố Hoài Hóa, tỉnh Hồ Nam, Trung Quốc.
Từ nhỏ được mẹ cho đi học rất nhiều lớp nghệ thuật vũ đạo, từng xuất hiện trong một số chương trình truyền hình và quảng cáo. Lúc 5 tuổi đã bắt đầu luyện vũ đạo và thư pháp, thành thạo múa dân tộc, nhảy latin, street dance và từng đạt được vô số giải thưởng lớn nhỏ. Riêng với lĩnh vực vũ đạo, Thiên Tỉ bắt đầu với thể loại múa dân tộc lúc sáu tuổi, sau đó mới chuyển dần sang nhảy latin, hiphop, streetdance và nhảy hiện đại. Thiên Tỉ còn được đánh giá là đa tài khi thành thạo nhiều loại hình văn hóa truyền thống của Trung Quốc như biến diện của Xuyên kịch, nói khoái khẩu, múa Mông Cổ. Ngoài ra anh còn chơi beatbox, sử dụng được các loại nhạc cụ như sáo hồ lô, guitar, trống,... anh có đam mê với các môn nghệ thuật và vẫn luôn muốn học thêm những điều mới. Tiếp xúc với các bộ môn nghệ thuật từ nhỏ, được luyện tập tại các lớp phát triển tài năng dành cho thiếu nhi ở nhiều lĩnh vực, đã tạo thành nền tảng cho sự phát triển sau này. Từ 2017, Thiên Tỉ bắt đầu yêu thích tạo hình nặn tượng, theo học nghệ thuật gia Nhậm Triết. Năm 2018, anh tự thiết kế và thi công tượng "Rồng Thiên Hi" cao 3.5 m dành tặng cho lễ thành niên 18 tuổi của mình, tượng được triển lãm trong tiệc sinh nhật tổ chức tại Thiên Tân.
Năm tuổi chính thức bắt đầu sự nghiệp hoạt động nghệ thuật của mình kéo dài suốt tám năm với hơn 200 sân khấu lớn nhỏ và nhiều giải thưởng, Thiên Tỉ là một trong những sao nhí sáng giá trong giới giải trí Trung Quốc.
Vào ngày 06 tháng 08 năm 2013, Thiên Tỉ cùng với Vương Tuấn Khải (14 tuổi) và Vương Nguyên (13 tuổi) thành lập nhóm nhạc nam TFBOYS, trở thành nhóm nhạc thần tượng trẻ nhất trong lịch sử giới giải trí Trung Quốc.
Vào ngày 11 tháng 04 năm 2018, Thiên Tỉ trúng tuyển thủ khoa chuyên ngành biểu diễn điện ảnh và truyền hình của Học viện Hí Kịch Trung ương. Ngày 25 tháng 06, công bố thành tích thi cao khảo toàn quốc, Thiên Tỉ trở thành thủ khoa kép khoa diễn xuất của Trung Hí.

## Sự nghiệp

### 2005 - 2012: Khởi đầu sự nghiệp
Thiên Tỉ ra mắt với tư cách là một ngôi sao nhí, xuất hiện trong một số chương trình khác nhau từ năm 2005 đến năm 2008:
- Vào tháng 11 năm 2005, Thiên Tỉ tham gia chương trình Doanh trại huấn luyện tài nghệ của Đài Truyền hình Bắc Kinh, đạt giải quán quân của tuần.
- Vào tháng 05 năm 2007, anh được mời tham dự chương trình Cây trí tuệ của Đài truyền hình Trung ương, nhận vai trò thầy giáo nhỏ. Tháng 07, tham dự quay chương trình Ngôi sao bát khu - Tiểu quỷ đương gia của Đài truyền hình Bắc Kinh, nhận vai trò khách quý được mời tới nhà.
- Vào tháng 02 năm 2008, tham gia ghi hình tiếc mục tối Tôi và Bắc Kinh cùng mỉm cười của Đài truyền hình Trung ương. Tháng 07, tham dự chương trình Trên đường trưởng thành. Tháng 08, tham dự quay chương trình Thiếu niên ngời sáng của Đài truyền hình Sơn Tây, đạt giải quán quân.

Vào ngày 08 tháng 08 năm 2009, anh tham dự chương trình Trên đường trưởng thành, biểu diễn ca khúc "Bắc Kinh đón chào bạn" và "Tôi tin tưởng". Cùng năm, Thiên Tỉ trở thành thành viên của nhóm Fashion Youngsters. Anh rời nhóm vào năm 2011.
Vào ngày 10 tháng 02 năm 2010, ở chương trình Khiêu chiến 60 giây, anh vượt qua bốn thử thách liên tiếp, thắng được 8000 NDT cho quỹ "Giấc mộng" dành cho trẻ em miền núi. Cùng năm, Thiên Tỉ tham gia diễn một đoạn ngắn trong bộ phim truyền hình Iron Pear.
Vào tháng 03 năm 2012, Thiên Tỉ tham gia chương trình tài năng thực tế Up Young của Đài truyền hình Hồ Nam và lọt vào top 100. Mặc dù bị loại nhưng anh đã thu hút được sự chú ý của TF Entertainment và được mời thử giọng với công ty. Trước khi ra mắt cùng TFBOYS, Thiên Tỉ đã phát hành đĩa đơn đầu tiên "Mơ về toà nhà cao chọc trời". Anh cũng tham gia diễn xuất trong một số bộ phim ngắn và xuất hiện trong video âm nhạc "Father" của Chang Hohsuan.

### 2013 - 2016: TFBOYS & Các hoạt động solo
Thiên Tỉ chính thức ra mắt với tư cách là thành viên của TFBOYS vào năm 2013. Năm 2015, anh lồng tiếng phiên bản tiếng Trung cho nhân vật chính trong bộ phim hoạt hình Hoàng tử bé.
Vào ngày 31 tháng 08 năm 2015, nhận lớp học tại Trường trung học Mai Khê Hồ, chính thức trở thành học sinh cao trung. Tháng 10, tham gia ghi hình bộ phim Tiểu biệt ly. Vào tháng 03 năm 2016, tham gia quay phim truyền hình mạng Mật mã siêu thiếu niên.
Vào tháng 07 năm 2016, tham gia làm khách mời trong bộ phim truyền hình Tru tiên thanh vân chí trong vai hồ ly Tiểu Thất. Vào tháng 11, anh phát hành đĩa đơn thứ hai "Bạn nói", đĩa đơn được sản xuất bởi nhà sản xuất âm nhạc Lee Wei Song và được sáng tác bởi Vương Lực Hoành. Cùng tháng, anh tham gia chương trình truyền hình thực tế Baby Let Me Go mùa 2.

### 2017 - nay: Phát triển sự nghiệp

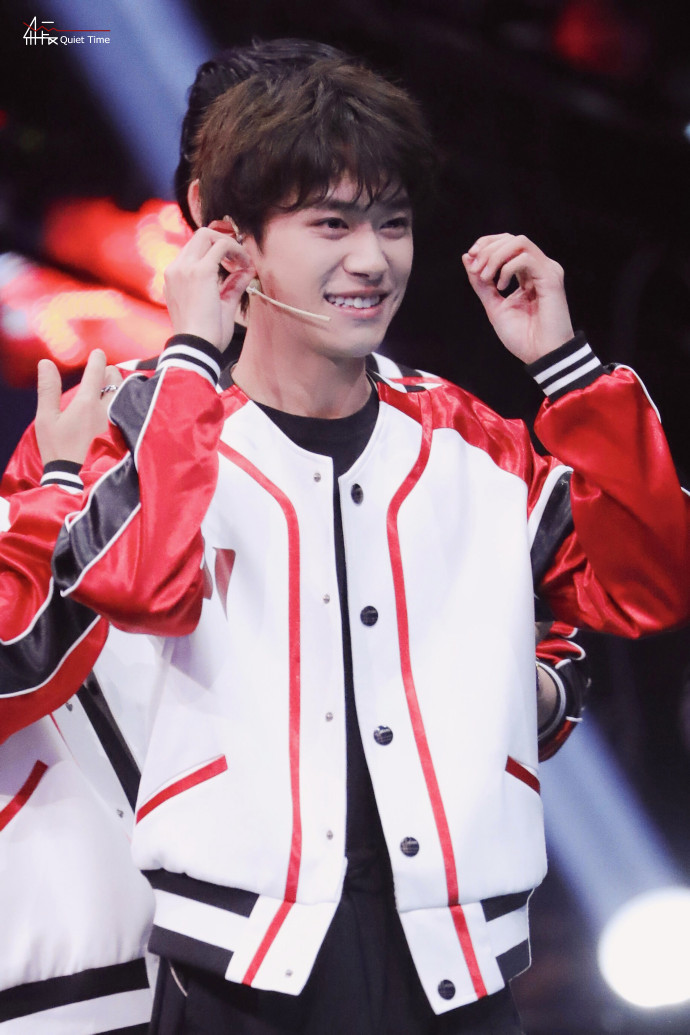
Thiên Tỉ

Tháng 01 năm 2017, Thiên Tỉ tham gia lồng tiếng cho bộ phim hoạt hình Hiệp sĩ lợn trong vai người thần bí.
 Cũng trong thời gian này anh tham gia bộ phim cổ trang Tư mỹ nhân trong vai chính Khuất Nguyên lúc trẻ. Ca khúc "Ly tao" do Thiên Tỉ trình bày giành được quán quân 4 tuần liên tiếp và giải thưởng "Giai điệu vàng Trung Quốc" của Billboard Radio China.
Tháng 09 cùng năm, Thiên Tỉ thành lập một studio độc lập cho các hoạt động solo của riêng mình. Tháng 11, anh đã phát hành đĩa đơn tiếng Anh đầu tiên có tựa đề "Nothing To Lose", được sản xuất bởi Harvey Mason Jr. - nhà sản xuất từng 6 lần đoạt Giải Grammy và anh viết lời. Năm ngày sau, anh phát hành một đĩa đơn khác có tựa đề "Unpredictable", được sản xuất bởi David Gamson và lời là của Dave Gibson. Cả hai bài hát xếp hạng nhì và nhất tương ứng trên BXH Fresh Asia Music.
Năm 2018, Thiên Tỉ tham gia chương trình truyền hình thực tế về vũ đạo Street Dance of China với vai trò đội trưởng và giám khảo. Thiên Tỉ được mời tham dự lễ trao Giải Grammy lần thứ 60 vào ngày 28 tháng 01 năm 2018 tại New York với tư cách là khách mời của China Music Vision. Cùng năm, anh tham gia bộ phim trinh thám cổ trang Trường An 12 canh giờ và Diễm thế phiên.
Vào ngày 25 tháng 06 năm 2018, Thiên Tỉ trở thành thủ khoa của Học viện Hý kịch Trung ương khi đạt 473 điểm trong kỳ thi văn hóa, trong đó toán đạt 100/150 điểm, ngữ văn đạt 95/150, tiếng Anh đạt 85/150 và môn tổng hợp đạt 194/300.
Tháng 07 năm 2018, Thiên Tỉ xác nhận đóng vai nam chính Tiểu Bắc trong phim điện ảnh Em của thời niên thiếu về đề tài bạo lực học đường.
Tháng 02 năm 2020, qua bộ phim điện ảnh đầu tay Em của thời niên thiếu, Thiên Tỉ vinh dự đạt được song đề cử "Nam diễn viên chính xuất sắc nhất" (Ảnh Đế) và "Diễn viên mới xuất sắc nhất" của giải Kim Tượng - một trong "Tam Kim" lớn nhất của điện ảnh Trung Quốc. Anh đã giành được giải "Diễn viên mới xuất sắc nhất" của Kim Tượng.
Vào ngày 03 tháng 08 năm 2020, Thiên Tỉ chủ trì lễ trao giải Liên hoan phim Thanh niên FIRST lần thứ 14.
Tháng 09 năm 2020, Thiên Tỉ tiếp tục được vinh danh tại giải Bách Hoa lần thứ 35 qua vai diễn Tiểu Bắc trong phim điện ảnh Em của thời niên thiếu.
Tháng 10 năm 2020, qua bộ phim truyền hình cổ trang Trường An 12 canh giờ, Thiên Tỉ vinh dự đạt được song đề cử "Nam diễn viên chính xuất sắc nhất" (Thị Đế) và "Nam diễn viên được yêu thích nhất" của giải Kim Ưng - một trong "Tam Đại Truyền hình" của Trung Quốc.
Vào ngày 28 tháng 10 năm 2020, với vai diễn Tiểu Bắc, Thiên Tỉ giành được giải thưởng "Diễn viên mới xuất sắc nhất" của Asian Film Awards lần thứ 14. Tháng 11 năm 2020, Thiên Tỉ tiếp tục vinh dự đạt được đề cử "Nam diễn viên chính xuất sắc nhất" (Ảnh Đế) của giải Kim Kê - một trong "Tam Kim" lớn nhất của điện ảnh Trung Quốc. Đưa Thiên Tỉ trở thành người trẻ tuổi nhất nhận được đề cử Ảnh đế của giải Kim Tượng và Kim Kê.
Ngày 31 tháng 12, bộ phim điện ảnh Tặng bạn một đóa hoa nhỏ màu đỏ chính thức được công chiếu.

## Âm nhạc

### Solo
| Năm  | Thời gian phát hành | Tên bài hát                    | Tên tiếng Trung | Ghi chú                                                                                  |
| ---- | ------------------- | ------------------------------ | --------------- | ---------------------------------------------------------------------------------------- |
| 2013 | 11/01               | Mơ Về Tòa Nhà Chọc Trời        | 夢想摩天樓      |                                                                                          |
| 2016 | 25/11               | Bạn Nói                        | 你说            |                                                                                          |
| 2017 | 21/04               | Ly Tao                         | 离骚            | OST "Tư mỹ nhân"                                                                         |
| 2017 | 16/11               | Ôm Bạn                         | 擁抱你          | Ca khúc chủ đề chương trình phúc lợi công cộng Ngày Thế giới phòng chống AIDS lần thứ 30 |
| 2017 | 23/11               | Unpredictable                  |                 |                                                                                          |
| 2017 | 28/11               | Nothing To Lose                |                 |                                                                                          |
| 2018 | 25/07               | Đan Thanh Thiên Lý             | 丹青千里        | Ca khúc chủ đề phim "Ngàn dặm non sông"                                                  |
| 2018 | 15/10               | Điều Tuyệt Vời Vừa Mới Bắt Đầu | 精彩才刚刚开始  | Ca khúc chủ đề chương trình Tmall Double 11 năm                                          |
| 2019 | 01/11               | Niệm Tưởng                     | 念想            | OST "Em của thời niên thiếu"                                                             |
| 2020 | 10/01               | Bất Kể Ngày Đêm                | 不分昼夜        | OST "Đội tuyển nữ Trung Quốc"                                                            |
| 2020 | 13/08               | Biển Sương Hồng                | 粉雾海          |                                                                                          |
| 2020 | 22/08               | My Boo                         |                 |                                                                                          |
| 2021 | 21/09               | Cùng nhau hướng tới tương lại  | 一起向未来      | Bài hát chủ đề Olympic mùa đông của Bắc Kinh 2022                                        |

### Album
| Số thứ tự | Album                                                                    | Thời gian phát hành | Tên bài hát                         | Tên tiếng Trung        |
| --------- | ------------------------------------------------------------------------ | ------------------- | ----------------------------------- | ---------------------- |
| 1         | Tôi Đã Sẵn Sàng Đốt Lên Ngọn Pháo Hoa Trong Tim (我樂意沉默釋放內心焰火) | 28/11/2018          | 1.Don't Tie Me Down                 |                        |
| 1         | Tôi Đã Sẵn Sàng Đốt Lên Ngọn Pháo Hoa Trong Tim (我樂意沉默釋放內心焰火) | 28/11/2018          | 2.Người Yêu Ơi, Nơi Này Không Có Ai | 亲爱的, 这里没有一个人 |
| 1         | Tôi Đã Sẵn Sàng Đốt Lên Ngọn Pháo Hoa Trong Tim (我樂意沉默釋放內心焰火) | 28/11/2018          | 3.Tai Họa                           | 災                     |
| 1         | Tôi Đã Sẵn Sàng Đốt Lên Ngọn Pháo Hoa Trong Tim (我樂意沉默釋放內心焰火) | 28/11/2018          | 4.Động Vật Hằng Nhiệt               | 恒温动                 |
| 1         | Tôi Đã Sẵn Sàng Đốt Lên Ngọn Pháo Hoa Trong Tim (我樂意沉默釋放內心焰火) | 28/11/2018          | 5.Vòng Thoải Mái                    | 舒适圈                 |
| 1         | Tôi Đã Sẵn Sàng Đốt Lên Ngọn Pháo Hoa Trong Tim (我樂意沉默釋放內心焰火) | 28/11/2018          | 6.Nothing To Lose (Unplugged)       |                        |
| 2         | Sự Chênh Lệch Nhiệt Độ (温差感)                                          | 20/12/2019          | 1. Nhập Mộng (Intro)                | 入梦(Intro)            |
| 2         | Sự Chênh Lệch Nhiệt Độ (温差感)                                          | 20/12/2019          | 2. Ngày Tận Thế Dài Tựa Dòng Sông   | 末日长河               |
| 2         | Sự Chênh Lệch Nhiệt Độ (温差感)                                          | 20/12/2019          | 3. Một Nửa Của Sự Hy Sinh           | 牺牲的一半             |
| 2         | Sự Chênh Lệch Nhiệt Độ (温差感)                                          | 20/12/2019          | 4. Một Lần, Một Lần, Lại Một Lần    | 再一, 再二, 再三       |
| 2         | Sự Chênh Lệch Nhiệt Độ (温差感)                                          | 20/12/2019          | 5. Hai Mặt Trăng Buổi Tối           | 两个傍晚的月亮         |
| 2         | Sự Chênh Lệch Nhiệt Độ (温差感)                                          | 20/12/2019          | 6. Gone                             |                        |
| 2         | Sự Chênh Lệch Nhiệt Độ (温差感)                                          | 20/12/2019          | 7. Say Sưa                          | 酣然                   |
| 2         | Sự Chênh Lệch Nhiệt Độ (温差感)                                          | 20/12/2019          | 8. Giữa Bình Tĩnh Và Nhiệt Tình     | 冷静和热情之间         |
| 2         | Sự Chênh Lệch Nhiệt Độ (温差感)                                          | 20/12/2019          | 9. Fall                             |                        |
| 2         | Sự Chênh Lệch Nhiệt Độ (温差感)                                          | 20/12/2019          | 10. I Adore You                     |                        |
| 2         | Sự Chênh Lệch Nhiệt Độ (温差感)                                          | 20/12/2019          | 11. Rơi Vào Điều Tốt Đẹp            | 陷落美好               |
| 2         | Sự Chênh Lệch Nhiệt Độ (温差感)                                          | 20/12/2019          | 12. Tưởng niệm (Piano version)      | 念想 (Piano version)   |
| 2         | Sự Chênh Lệch Nhiệt Độ (温差感)                                          | 20/12/2019          | 13. Sơ Tỉnh (Outro)                 | 初醒 (Outro)           |
| 3         | Ghế Sau Rạp Hát (后座剧场)                                               | 28/11/2020          | 1. 39km                             |                        |
| 3         | Ghế Sau Rạp Hát (后座剧场)                                               | 28/11/2020          | 2. Hoa Dại                          | 野花                   |
| 3         | Ghế Sau Rạp Hát (后座剧场)                                               | 28/11/2020          | 3. 38.7km                           |                        |
| 3         | Ghế Sau Rạp Hát (后座剧场)                                               | 28/11/2020          | 4. Chim Uyên Ương                   | 爱情鸟                 |
| 3         | Ghế Sau Rạp Hát (后座剧场)                                               | 28/11/2020          | 5. 35km                             |                        |
| 3         | Ghế Sau Rạp Hát (后座剧场)                                               | 28/11/2020          | 6. Người Tình Thân Mật              | 亲密爱人               |
| 3         | Ghế Sau Rạp Hát (后座剧场)                                               | 28/11/2020          | 7. 4km                              |                        |
| 3         | Ghế Sau Rạp Hát (后座剧场)                                               | 28/11/2020          | 8. Thật Xấu Hổ Khi Là Một Kẻ Cô Đơn | 孤独的人是可耻的       |
| 3         | Ghế Sau Rạp Hát (后座剧场)                                               | 28/11/2020          | 9. 0.5km                            |                        |
| 3         | Ghế Sau Rạp Hát (后座剧场)                                               | 28/11/2020          | 10. Châm Ngôn Tình Yêu              | 爱的箴言               |
| 3         | Ghế Sau Rạp Hát (后座剧场)                                               | 28/11/2020          | 11. 0.01km                          |                        |
| 3         | Ghế Sau Rạp Hát (后座剧场)                                               | 28/11/2020          | 12. Tống Biệt                       | 送别                   |
| 4         | Lưu Diễm Phân (刘艳芬)                                                   | 25/04/2023          | 1. 20:55                            |                        |
| 4         | Lưu Diễm Phân (刘艳芬)                                                   | 25/04/2023          | 2. Trung Tâm Nhân Tài Cửu Lý Trang  | 九里庄人才中心         |
| 4         | Lưu Diễm Phân (刘艳芬)                                                   | 25/04/2023          | 3. 21:00                            |                        |
| 4         | Lưu Diễm Phân (刘艳芬)                                                   | 25/04/2023          | 4. Xin Chào, Tôi Là _ _ _ _         | 你好，我是_ _ _ _      |
| 4         | Lưu Diễm Phân (刘艳芬)                                                   | 25/04/2023          | 5. Mông Lạnh                        | 冷屁股                 |
| 4         | Lưu Diễm Phân (刘艳芬)                                                   | 25/04/2023          | 6. Nghê Thường                      | 霓裳                   |
| 4         | Lưu Diễm Phân (刘艳芬)                                                   | 25/04/2023          | 7. 22:12                            |                        |
| 4         | Lưu Diễm Phân (刘艳芬)                                                   | 25/04/2023          | 8. Ngũ Quang Thập Sắc               | 五光十色               |
| 4         | Lưu Diễm Phân (刘艳芬)                                                   | 25/04/2023          | 9. 22:23                            |                        |
| 4         | Lưu Diễm Phân (刘艳芬)                                                   | 25/04/2023          | 10. Thong Dong Bước                 | 彳亍                   |
| 4         | Lưu Diễm Phân (刘艳芬)                                                   | 25/04/2023          | 11. 22:28                           |                        |
| 4         | Lưu Diễm Phân (刘艳芬)                                                   | 25/04/2023          | 12. Bạch Nhật Miêu                  | 白日猫                 |
| 4         | Lưu Diễm Phân (刘艳芬)                                                   | 25/04/2023          | 13. Cô Ấy Đợi Trước Nửa Đêm         | 她等在午夜前           |
| 4         | Lưu Diễm Phân (刘艳芬)                                                   | 25/04/2023          | 14. 23:00                           |                        |
| 4         | Lưu Diễm Phân (刘艳芬)                                                   | 25/04/2023          | 15. Cùng Chặng Đường                | 同乘                   |

### Cộng tác
| Năm  | Thời gian phát hành | Tên bài hát          | Tên tiếng Trung | Ca sĩ                                                                                                  | Ghi chú                            |
| ---- | ------------------- | -------------------- | --------------- | --- | ---------------------------------- |
| 2013 |                     | Cha                  | 爸爸            | Chang Hohsuan                                                                                          |                                    |
| 2017 | 29/03               | Khát Vọng Thành Danh | 成名在望        | Ngũ Nguyệt Thiên                                                                                       |                                    |
| 2019 | 01/01               | Sao Trời Biển Rộng   | 星辰大海        | Dịch Dương Thiên Tỉ, Vương Tuấn Khải, Lưu Hạo Nhiên, Châu Đông Vũ, Hứa Ngụy Châu và nhiều nghệ sĩ khác | Ca khúc chủ đề lễ trao giải Kim Kê |

## Điện ảnh và truyền hình

### Phim điện ảnh
| Năm  | Tên tiếng Anh                                    | Tên tiếng Việt                  | Tên tiếng Trung    | Vai diễn               | Ghi chú            | Chú thích |
| ---- | ------------------------------------------------ | ------------------------------- | ------------------ | ---------------------- | ------------------ | --------- |
| 2013 | Catch Up                                         |                                 | 追上去             | Tiểu Kiệt              | Phim ngắn          |           |
| 2013 | Snail                                            |                                 | 蜗牛               | Trương Thụ             | Phim ngắn          |           |
| 2015 | Pound of Flesh                                   | Điệp Viên Báo Thù               | 致命追击           |                        | Khách mời          | [ 27 ]    |
| 2015 | Mr. Six                                          | Lão Pháo Nhi                    | 老炮儿             |                        | Khách mời          | [ 28 ]    |
| 2015 | The Little Prince                                | Hoàng Tử Bé                     | 小王子             | Hoàng tử bé            | Lồng tiếng         |           |
| 2016 | L.O.R.D: Legend of Ravaging Dynasties 2          | Tước Tích 2                     | 爵跡2：冷血狂宴    | Địa Nguyên             | Khách mời          | [ 29 ]    |
| 2017 | GG Bond: Guarding                                | Hiệp Sĩ Lợn                     | 猪猪侠之英雄猪少年 | Người thần bí          | Lồng tiếng         |           |
| 2019 | Better Days                                      | Em của thời niên thiếu          | 少年的你           | Tiểu Bắc (Lưu Bắc Sơn) | Nam chính          |           |
| 2020 | A Little Red Flower                              | Tặng Bạn Một Đóa Hoa Nhỏ Màu Đỏ | 送你一朵小红花     | Vi Nhất Hàng           | Nam chính          |           |
| 2021 | Chinese Doctors                                  | Bác Sĩ Trung Quốc               | 中國醫生           | Dương Tiểu Dương       | Diễn xuất đặc biệt |           |
| 2021 | The Battle At Lake ChangJin                      | Trường Tân Hồ                   | 长津湖             | Ngũ Vạn Lý             | Nam chính          |           |
| 2022 | Nice View (Miracle · Silly Kid)                  | Kì Tích - Đứa trẻ ngốc          | 奇蹟·笨小孩        | Cảnh Hạo               | Nam chính          |           |
| 2022 | The Battle At Lake ChangJin 2 (Watergate Bridge) | Cầu Thủy Môn                    | 長津湖之水門橋     | Ngũ Vạn Lý             | Nam chính          |           |
| 2023 | Full River Red                                   | Mãn Giang Hồng                  | 满江红             | Tôn Quân               | Nam chính          |           |
| 2024 | Big World                                        | Tôi Nho Nhỏ                     | 小小的我           | Lưu Xuân Hòa           | Nam chính          |           |

### Phim truyền hình
| Năm  | Tên tiếng Anh               | Tên tiếng Trung | Tên tiếng Việt                   | Vai diễn                  | Ghi chú           | Chú thích |
| ---- | --------------------------- | --------------- | -------------------------------- | ------------------------- | ----------------- | --------- |
| 2010 | Iron Pear                   | 铁梨花          | Thiết Lê Hoa                     | Trương Cát An (lúc nhỏ)   | Khách mời         | [ 7 ]     |
| 2011 | Super Equipment Kids        | 超装备小子      |                                  | Tường Tử                  | Khách mời         |           |
| 2016 | A Love For Separation       | 小别离          | Tiểu Biệt Ly                     | Tống Vân Triết            | Khách mời         | [ 30 ]    |
| 2016 | Noble Aspirations           | 青云志          | Tru Tiên Thanh Vân Chí           | Hồ Ly Tiểu Thất           | Khách mời         | [ 13 ]    |
| 2017 | Song of Phoenix             | 思美人          | Tư Mỹ Nhân                       | Khuất Nguyên (thiếu niên) | Khách mời         | [ 17 ]    |
| 2017 | Boy Hood                    | 我们的少年时代  | Thời Đại Niên Thiếu Của Chúng Ta | Doãn Kha                  | Nam chính         | [ 31 ]    |
| 2019 | The Longest Day in Chang'an | 长安十二时辰    | Trường An 12 Canh Giờ            | Lý Tất                    | Nam chính         | [ 24 ]    |
| 2020 | Forward Forever             | 热血传奇        | Nhiệt Huyết Đồng Hành            | A Dịch                    | Trợ diễn đặc biệt |           |

### Phim truyền hình mạng
| Năm  | Tên tiếng Anh               | Tên tiếng Trung  | Vai diễn                    | Ghi chú | Chú thích |
| ---- | --------------------------- | ---------------- | --------------------------- | ------- | --------- |
| 2013 | The Legend of Yunchu Temple | 云居寺传奇       | Fugui                       | Cameo   | [ 32 ]    |
| 2014 | Hi-Tech Belle               | 高科技少女喵     | Lee Kenan's younger brother | Cameo   | [ 33 ]    |
| 2014 | Surprise                    | 万万没想到第二季 |                             | Cameo   | [ 34 ]    |
| 2016 | Finding Soul                | 超少年密码       | Chen Haoxuan                |         | [ 35 ]    |

### Show truyền hình (dài hạn)
| Năm  | Tên tiếng Anh                  | Tên tiếng Trung | Tên tiếng Việt                       | Vị trí               | Chú thích           |
| ---- | ------------------------------ | --------------- | ------------------------------------ | -------------------- | ------------------- |
| 2015 | Run For Time                   | 全员加速中      | Toàn Viên Gia Tốc (mùa 1)            | Khách mời cố định    | Quán quân (cá nhân) |
| 2017 | Let Go of My Baby Season 2     | 放开我北鼻      | Baby, Để Anh Đi (mùa 2)              | Quản lý              | [ 15 ]              |
| 2018 | Street Dance of China          | 这！就是街舞    | Đây! Chính Là Nhảy Đường Phố (mùa 1) | Đội trưởng/giám khảo | Đội quán quân       |
| 2019 | Ice Hockey Hero                | 大冰小将        | Đại Băng Tiểu Tướng                  | Quản lý              | [ 36 ]              |
| 2019 | Street Dance of China Season 2 | 这！就是街舞 2  | Đây! Chính Là Nhảy Đường Phố (mùa 2) | Đội trưởng/giám khảo | Đội á quân          |
| 2020 | Welcome Back To Sound          | 朋友请听好      | Bạn ơi! Hãy Lắng Nghe                | Khách mời cố định    |                     |

### Show truyền hình (khách mời)
| Năm  | Tên tiếng Anh           | Tên tiếng Trung         | Tên tiếng Việt                  | Vị trí               | Chú thích                 |
| ---- | ----------------------- | ----------------------- | ------------------------------- | -------------------- | ------------------------- |
| 2014 | Day Day Up              | 天天向上                | Thiên Thiên Hướng Thượng        | Khách mời            |                           |
| 2015 | Happy Camp              | 快乐大本营              | Khoái Lạc Đại Bản Doanh         | Khách mời            |                           |
| 2015 | Impossible Challenge    | 挑战不可能              | Thử Thách Bất Khả Thi           | Đại sứ khiêu chiến   |                           |
| 2015 | Up Idols                | 偶像来了                | Thần Tượng Đến Rồi (mùa 1)      | Khách mời            |                           |
| 2016 | Trump Card              | 王牌对王牌 (Ace VS Ace) | Vương Bài Đối Vương Bài (Mùa 1) | Khách mời            |                           |
| 2016 | Happy Camp              | 快乐大本营              | Khoái Lạc Đại Bản Doanh         | Khách mời            |                           |
| 2016 | Cheers Science          | 加油! 向未来            | Cố Lên Hướng Tới Tương Lai      | Khách mời            |                           |
| 2016 | Sweet Summer            | 夏日甜心                | Mùa Hè Ngọt Ngào                | Khách mời            |                           |
| 2016 | Impossible Challenge    | 挑战不可能              | Thử Thách Bất Khả Thi           | Khách mời            |                           |
| 2017 | Trump Card              | 王牌对王牌第二季        | Vương Bài Đối Vương Bài (Mùa 2) | Khách mời            |                           |
| 2017 | Happy Camp              | 快乐大本营              | Khoái Lạc Đại Bản Doanh         | Khách mời            |                           |
| 2017 |                         | 熟悉的味道第二季        | Hương Vị Quen Thuộc (Mùa 2)     | Khách mời            |                           |
| 2017 | Happy Camp              | 快乐大本营              | Khoái Lạc Đại Bản Doanh         | Khách mời            | Kỉ niệm 20 năm Happy Camp |
| 2017 | The Inn                 | 亲爱的 · 客栈           | Quán Trọ Thân Thương (Mùa 1)    | Khách mời            | Tham gia tập 1 và 2       |
| 2018 | National Treasure       | 国家宝藏                | Bảo Tàng Quốc gia               | Khách mời            |                           |
| 2018 | Phanta City             | 幻乐之城                | Huyễn Nhạc Chi Thành            | Người chơi/biểu diễn |                           |
| 2018 | Happy Camp              | 快乐大本营              | Khoái Lạc Đại Bản Doanh         | Khách mời            |                           |
| 2020 | Happy Camp              | 快乐大本营              | Khoái Lạc Đại Bản Doanh         | Khách mời            |                           |
| 2020 | We Are Young            | 少年之名2020            | Thiếu Niên Chi Danh 2020        | Giám khảo khách mời  | Tập 1 và 2                |
| 2020 | Street dance of China 3 | 这！就是街舞 3          | Bước nhảy đường phố (Mùa 3)     | Khách mời            | Chung kết                 |
| 2021 | Bravo Youngster         | 上线吧华彩少年          | Lên Sóng Nào!Thiếu Niên Tài Sắc | Khách mời            |                           |

## Giải thưởng

### Âm nhạc và Điện ảnh
| Năm  | Giải thưởng                                                                       | Hạng mục                                   | Tác phẩm đề cử              | Kết quả   | Chú thích |
| ---- | --------------------------------------------------------------------------------- | ------------------------------------------ | --------------------------- | --------- | --------- |
| 2017 | Fresh Asia Chart Festival                                                         | Top 10 bài hát của năm                     | "Bạn nói”                   | Đoạt giải | [ 38 ]    |
| 2017 | Fresh Asia Chart Festival                                                         | Top 10 bài hát của năm                     | "Ly tao”                    | Đoạt giải | [ 38 ]    |
| 2017 | Billboard Radio China 2017                                                        | Bài hát của năm                            | "Ly tao”                    | Đoạt giải | [ 39 ]    |
| 2018 | iQIYI “Đêm gào thét” lần thứ 7 (7th iQIYI All-Star Carnival)                      | Ca sĩ của năm                              | —                           | Đoạt giải | [ 40 ]    |
| 2019 | Liên hoan phim sinh viên đại học lần thứ 8                                        | Nam diễn viên được yêu thích nhất          | "Trường An 12 canh giờ"     | Đề cử     | [ 41 ]    |
| 2019 | Hoa Đỉnh lần thứ 26 (26th Huading Awards)                                         | Diễn viên mới xuất sắc nhất                | "Trường An 12 canh giờ"     | Đề cử     | [ 42 ]    |
| 2019 | 2nd Cultural And Entertainment Industry Congress                                  | Diễn viên truyền hình đột phá              | "Trường An 12 canh giờ"     | Đề cử     | [ 43 ]    |
| 2019 | 2nd Cultural And Entertainment Industry Congress                                  | Diễn viên xuất sắc nhất                    | "Em của thời niên thiếu"    | Đề cử     | [ 43 ]    |
| 2019 | 2nd Cultural And Entertainment Industry Congress                                  | Diễn viên điện ảnh đột phá                 | "Em của thời niên thiếu"    | Đề cử     | [ 43 ]    |
| 2019 | 2nd Cultural And Entertainment Industry Congress                                  | Cặp đôi đẹp nhất (cùng Châu Đông Vũ        | "Em của thời niên thiếu"    | Đề cử     | [ 43 ]    |
| 2020 | Giải thưởng điện ảnh Hongkong - Kim Tượng lần thứ 39 (39th Hong Kong Film Awards) | Nam diễn viên chính xuất sắc nhất (Ảnh đế) | "Em của thời niên thiếu"    | Đề cử     |           |
| 2020 | Giải thưởng điện ảnh Hongkong - Kim Tượng lần thứ 39 (39th Hong Kong Film Awards) | Diễn viên mới xuất sắc nhất                | "Em của thời niên thiếu"    | Đoạt giải |           |
| 2020 | Giải thưởng quần chúng Bách Hoa lần thứ 35                                        | Diễn viên mới xuất sắc nhất                | "Em của thời niên thiếu"    | Đoạt giải |           |
| 2020 | Thịnh điển điện ảnh Quang Ảnh Trung Quốc                                          | Diễn viên mới xuất sắc nhất                | "Em của thời niên thiếu"    | Đoạt giải |           |
| 2020 | Hiệp hội phê bình điện ảnh Hongkong                                               | Nam diễn viên chính xuất sắc nhất          | "Em của thời niên thiếu"    | Đề cử     |           |
| 2020 | Cẩm nang điện ảnh thanh niên lần thứ 11                                           | Diễn viên mới xuất sắc nhất                | "Em của thời niên thiếu"    | Đoạt giải |           |
| 2020 | Hiệp hội phê bình điện ảnh Thượng Hải lần thứ 28 (Shanghai Film Critics Award)    | Diễn viên mới xuất sắc nhất                | "Em của thời niên thiếu"    | Đoạt giải |           |
| 2020 | Giải thưởng Điện ảnh Châu Á lần thứ 14 (Asia Film Awards)                         | Diễn viên mới xuất sắc nhất                | "Em của thời niên thiếu"    | Đoạt giải |           |
| 2020 | Giải thưởng điện ảnh Kim Kê lần thứ 33                                            | Nam diễn viên chính xuất sắc nhất (Ảnh đế) | "Em của thời niên thiếu"    | Đề cử     |           |
| 2020 | Giải thưởng truyền hình Kim Ưng lần thứ 30                                        | Nam diễn viên chính xuất sắc nhất (Thị Đế) | “Trường An 12 canh giờ”     | Đề cử     |           |
| 2020 | Giải thưởng truyền hình Kim Ưng lần thứ 30                                        | Nam diễn viên được yêu thích nhất          | “Trường An 12 canh giờ”     | Đề cử     |           |
| 2021 | giải thưởng điện ảnh Kim Kê lần thứ 34                                            | Nam diễn viên chính xuất sắc nhất (Ảnh đế) | Tặng bạn một đóa hoa đỏ nhỏ | Đề cử     |           |
| 2021 | giải thưởng Hoa Đỉnh lần thứ 30                                                   | Nam diễn viên chính xuất sắc nhất          | Tặng bạn một đóa hoa đỏ nhỏ | Đề cử     |           |
| 2021 | giải thưởng Kim Du Hoa lần thứ nhất                                               | Nam diễn viên chính xuất sắc nhất          |                             | ĐOẠT GIẢI |           |
| 2021 | LHP Trường Xuân "Kim Lộc" lần thứ 16                                              | Nam diễn viên chính xuất sắc nhất          |                             | Đề cử     |           |
| 2021 | Lễ Vinh Danh Quang Ảnh Trung Quốc lần thứ 2                                       | Nam diễn viên vinh dự của năm              |                             | ĐOẠT GIẢI |           |
| 2021 | giải thưởng LHP quốc tế Thượng Hải lần thứ 24                                     | Nam chính được truyền thông quan tâm nhất  |                             | Đề cử     |           |
| 2021 | giải thưởng Tuần phim điện ảnh thanh niên Hoa Ngữ lần thứ 16                      | Nam diễn viên tiềm năng mới của năm        |                             | Đoạt giải |           |
| 2022 | Giải thưởng điện ảnh Kim Kê                                                       | Nam diễn viên chính xuất sắc nhất (Ảnh Đế) | Kỳ Tích - Đứa trẻ ngốc      | Đề cử     |           |
| 2022 | Giải thưởng điện ảnh Bách Hoa                                                     | Nam diễn viên chính xuất sắc nhất (Ảnh Đế) | Kỳ Tích - Đứa trẻ ngốc      | Đề cử     |           |
| 2023 | Giải thưởng điện ảnh Hoa Biểu                                                     | Nam diễn viên chính xuất sắc nhất (Ảnh Đế) | Kỳ Tích - Đứa trẻ ngốc      | Đề cử     |           |
| 2023 | Giải Gấu Trúc Vàng                                                                | Nam diễn viên chính xuất sắc nhất          |                             | Đề cử     |           |
| 2023 | Liên hoan phim Trường Xuân                                                        | Nam diễn viên chính xuất sắc nhất          | Mãn Giang Hồng              | Đoạt giải |           |
| 2024 | Giải điện ảnh Bách Hoa                                                            | Nam diễn viên chính xuất sắc nhất (Ảnh Đế) | Mãn Giang Hồng              | Đề cử     |           |
| 2025 | Hiệp hội đạo diễn Trung Quốc                                                      | Nam diễn viên chính xuất sắc nhất          | Tôi Nho Nhỏ                 | Đoạt giải |           |

### Các giải thưởng khác
| Năm  | Giải thưởng                                                   | Hạng mục                                       | Tác phẩm đề cử | Kết quả   | Chú thích |
| ---- | ------------------------------------------------------------- | ---------------------------------------------- | -------------- | --------- | --------- |
| 2016 | Phong Vân Bảng lần thứ 16 (16th Top Chinese Music Awards)     | Idol được yêu thích nhất                       |                | Đoạt giải | [ 44 ]    |
| 2016 | Phong Vân Bảng lần thứ 16 (16th Top Chinese Music Awards)     | Idol mới được yêu thích nhất                   |                | Đoạt giải | [ 44 ]    |
| 2016 | Phong Vân Bảng lần thứ 16 (16th Top Chinese Music Awards)     | Idol được yêu thích nhất trên show truyền hình |                | Đoạt giải | [ 44 ]    |
| 2016 | Tân Lãng minh tinh thế lực bảng                               | Minh tinh nhân khí                             |                | Đoạt giải |           |
| 2017 | Elle Phong Thượng Đại Điển lần thứ 10 (10th Elle Style Award) | Thần tượng nhân khí của năm                    |                | Đoạt giải | [ 45 ]    |
| 2017 | Lễ trao giải Bazaar Men Of The Year Awards 2017               | Thần tượng có sức hút nhất của năm             |                | Đoạt giải | [ 46 ]    |
| 2017 | GQ Thịnh Điển 2017 (GQ Men Of The Year Awards)                | Thần tượng nhân khí của năm                    |                | Đoạt giải | [ 47 ]    |
| 2017 | Baidu bách khoa sử ký 2017                                    | Top 10 minh tinh hàng đầu                      |                | Đoạt giải |           |
| 2017 | Baidu bách khoa sử ký 2017                                    | Nghệ sĩ có thực lực fans mạnh nhất             |                | Đoạt giải |           |
| 2018 | Baidu bách khoa sử ký 2018                                    | Nghệ sĩ có giá trị thương mại cao nhất         |                | Đoạt giải |           |

### Forbes China Celebrity 100
| Năm  | Hạng | Ref.   |
| ---- | ---- | ------ |
| 2019 | 8    | [ 3 ]  |
| 2020 | 1    | [ 48 ] |
| 2021 | 1    | [ 49 ] |

## Đại ngôn và đại sứ
| Năm  | Thương hiệu                                | Danh phận                                            | Ghi chú                                                                                   |
| ---- | ------------------------------------------ | ---------------------------------------------------- | ----------------------------------------------------------------------------------------- |
| 2017 | Adidas Neo                                 | Đại Diện Dòng Neo                                    | Ngưng hợp tác                                                                             |
| 2017 | Du lịch Đan Mạch                           | Đại sứ Du lịch Đan Mạch                              |                                                                                           |
| 2018 | Kispa                                      | Đại Diện Thương Hiệu                                 | Ngưng hợp tác (hết hợp đồng)                                                              |
| 2018 | Tmall                                      | Đại Diện Thương Hiệu                                 | Người đại diện đầu tiên và duy nhất của trang thương mại điện tử Tmall                    |
| 2018 | Huawei Nova                                | Đại Diện Toàn Cầu                                    |                                                                                           |
| 2018 | The Beast                                  | Đại Diện Thương Hiệu                                 | Ngưng hợp tác (hết hợp đồng)                                                              |
| 2018 | Vidal Sassoon                              | Đại Diện Toàn Cầu                                    | Ngưng hợp tác (hết hợp đồng)                                                              |
| 2018 | Bottega Veneta                             | Đại Diện Khu Vực Châu Á - Thái Bình Dương            | Ngưng hợp tác (hết hợp đồng)                                                              |
| 2018 | Givenchy Beauty                            | Đại Diện Khu Vực Trung Quốc                          | Ngưng hợp tác (hết hợp đồng)                                                              |
| 2018 | App Baidu                                  | Đại Diện Thương Hiệu                                 |                                                                                           |
| 2019 | Bách Thảo Vị                               | Đại Diện Thương Hiệu                                 | Ngưng hợp tác (hết hợp đồng)                                                              |
| 2019 | Trà xanh Khang Sư Phụ                      | Đại Diện Thương Hiệu                                 |                                                                                           |
| 2019 | Yoyi C                                     | Đại Diện Thương Hiệu                                 |                                                                                           |
| 2019 | Evian                                      | Đại Diện Toàn Cầu                                    | Ngưng hợp tác (hết hợp đồng)                                                              |
| 2019 | Rimowa                                     | Đại Diện Khu Vực Trung Quốc                          | Ngưng hợp tác (hết hợp đồng)                                                              |
| 2019 | Adidas Originals                           | Đại Diện Dòng Originals                              | Ngưng hợp tác                                                                             |
| 2019 | Oral-B                                     | Đại Diện Thương Hiệu                                 | Ngưng hợp tác (hết hợp đồng)                                                              |
| 2019 | App Youku                                  | Đại Diện Hội Viên VIP                                | Ngưng hợp tác (hết hợp đồng)                                                              |
| 2019 | App Ximalaya                               | Đại Diện Thương Hiệu                                 | Ngưng hợp tác (hết hợp đồng)                                                              |
| 2020 | Giorgio Armani                             | Đại Diện toàn cầu Armani Beauty và Dòng Skincare Nam |                                                                                           |
| 2020 | Cornetto                                   | Đại Diện Thương Hiệu                                 |                                                                                           |
| 2020 | MacDonald                                  | Đại Diện Thương Hiệu                                 |                                                                                           |
| 2020 | BMW                                        | Đại Diện Thương Hiệu (khu vực Trung Quốc)            |                                                                                           |
| 2020 | BVLGARI                                    | Đại Diện Hương Thơm Toàn Cầu                         |                                                                                           |
| 2020 | Game Vương giả vinh diệu                   | Đại Diện phát ngôn                                   |                                                                                           |
| 2020 | Clear                                      | Đại Diện Thương Hiệu                                 |                                                                                           |
| 2020 | Emporio Armani                             | Đại Diện Toàn Cầu                                    |                                                                                           |
| 2020 | Dệt may tơ lụa Luolai                      | Đại Diện Thương Hiệu                                 | Luolai là thương hiệu hàng đầu trong lĩnh vực dệt may gia dụng, có tuổi đời 25 năm của TQ |
| 2020 | Kênh điện ảnh quốc gia Trung Quốc (CCTV-6) | Đại sứ Thanh Niên                                    | CCTV-6 trực thuộc tổng cục điện ảnh Trung Quốc                                            |
| 2021 | Tiffany&Co                                 | Đại diện toàn cầu                                    |                                                                                           |
| 2021 | Nestle cafe                                | Đại Diện Thương Hiệu                                 |                                                                                           |
| 2021 | App Keep                                   | Đại Diện Thuơng Hiệu                                 |                                                                                           |
| 2021 | XGIMI                                      | Đại Diện Toàn Cầu                                    |                                                                                           |
| 2021 | Euruka                                     | Đại Diện Toàn Cầu                                    | Eureka là hãng chuyên về sản phẩm dọn dẹp và làm sạch có tuổi đời 112 năm của ITALIA      |
| 2022 | Armani Beauty                              | Đại Diện Phát Ngôn Toàn Cầu                          |                                                                                           |
| 2022 | Nguyên Khí Sâm Lâm                         | Người Phát Ngôn                                      |                                                                                           |

## Tạp chí thời trang
Thiên Tỉ là ngôi sao đầu tiên sau 95, người thứ 2 trong giới giải trí và là người trẻ tuổi nhất mở khóa full Thập đại Tạp chí nam nữ (Ngũ đại nam bao gồm GQ, Esquire, L'Officiel Hommes, Bazaar Men’s Style, Elle Men; Ngũ đại nữ bao gồm Vogue, Harper’s Bazaar, Marie Claire, Cosmopolitan, Elle).

| Năm     | Tạp chí | Ghi chú |
| ------- | --- | --- |
| 05/2017 | 《T》 | Bìa đơn (No.2 bìa đẹp nhất năm 2017) |
| 06/2017 | 《KINFOLK》 | Bìa đơn |
| 06/2017 | 《GRAZIA》 - cùng Quan Hiểu Đồng, Vương Gia                                                                                    | Bìa nhóm |
| 07/2017 | 《Nylon》 | Bìa đơn |
| 10/2017 | 《Thời trang L'OFFICIEL》 | Bìa đơn (No.11 bìa đẹp nhất năm 2017) |
| 12/2017 | 《Cosmopolitan》 | Bìa đơn |
| 12/2017 | 《BAZAAR Men》 | Bìa đơn (No.6 bìa đẹp nhất năm 2017) |
| 12/2017 | 《Men's Health》 | Bìa đơn |
| 03/2018 | 《Super ELLE》 | Bìa đơn |
| 04/2018 | 《VOGUE me》 - cùng Fernanda Ly                                                                                                | Bìa nhóm |
| 04/2018 | 《GQ》 | Bìa đơn (No.1 bìa đẹp nhất năm 2018) |
| 08/2018 | 《Thời trang L'OFFICIEL》 | Bìa đơn |
| 09/2018 | 《GRAZIA》 | Bìa đơn |
| 10/2018 | 《BAZAAR》 | Bìa đơn |
| 11/2018 | 《Marie Claire》 | Bìa đôi |
| 11/2018 | 《Nhân vật》 | Bìa đơn |
| 11/2018 | 《Esquire》 | Bìa đơn (No.3 bìa đẹp nhất năm 2018) |
| 12/2018 | 《ELLE MEN》 | Bìa đôi |
| 12/2018 | 《NYLON》 | Bìa đơn |
| 02/2019 | 《Vogue Me》 | Bìa đơn |
| 02/2019 | 《Harper's Bazaar》 - quảng bá phim "Trường An mười hai canh giờ"                                                              | Bìa đơn (điện tử) |
| 03/2019 | 《GRAZIA》 | Bìa đơn kỷ niệm tròn 10 năm |
| 03/2019 | 《YOHO!GIRL》 | Bìa đơn |
| 03/2019 | 《YOHO!》 | Bìa đơn |
| 03/2019 | 《T》 | Bìa đơn (No.1 bìa đẹp nhất năm 2019) |
| 04/2019 | 《Vmagazine》 | Bìa đơn (điện tử) |
| 05/2019 | 《L'Officiel Hommes 》 | Bìa đôi (No.18 bìa đẹp nhất năm 2019) |
| 06/2019 | 《Harper's Bazaar》 - cùng Mitsuki Kimura                                                                                      | Bìa nhóm (No.4 bìa đẹp nhất năm 2019) |
| 07/2019 | 《Esquire fine》 - bìa giấy và bìa điện tử                                                                                     | Bìa đơn |
| 07/2019 | 《Tuần san Nhân vật phương Nam》                                                                                               | Bìa đơn (kỳ thứ 596) |
| 07/2019 | 《Vogue NOW》 | Bìa đơn |
| 09/2019 | 《GQ》 - cùng Trần Khải Ca, Trần Dịch Tấn, Hồ Ca,Hà Cảnh, Lý Ninh, Vương Cảnh Xuân, Hầu Hồng Lượng, Phùng Đường, Trương Á Đông | Bìa quần phong (Kim cửu kỷ niệm 10 năm) Thiên Tỉ là ngôi sao nhỏ tuổi nhất, cũng là ngôi sao sau 95 đầu tiên góp mặt trên bìa chính của GQ kim cửu. |
| 11/2019 | 《Cosmopolitan》 - quảng bá phim “Better Days”.                                                                                | Bìa đơn (No.10 bìa đẹp nhất năm 2019) |
| 11/2019 | 《Con cái Trung Hoa》 | Bìa đơn (kỳ thứ 507) - Tạp chí do Đặng Tiểu Bình đặt tên, hướng về những đứa con ưu tú trong ngoài nước của Trung Hoa                               |
| 12/2019 | 《Thời trang L'OFFICIEL》 | Bìa đôi (No.13 bìa đẹp nhất năm 2019) |
| 01/2020 | 《Vogue》 - cùng Châu Tấn, Hồ Ca, Lý Vũ Xuân, Lưu Văn                                                                          | Bìa quần phong khai niên |
| 01/2020 | 《Marie Claire》 | Bìa đơn |
| 01/2020 | 《WSJ.》 | Bìa đơn |
| 03/2020 | 《GQ》 | Bìa đơn (No.1 tạp chí nam năm 2020; No.8 bìa đẹp nhất năm 2020)                                                                                     |
| 05/2020 | 《ELLE》 | Bìa đơn (No.9 bìa đẹp nhất năm 2020) |
| 06/2020 | 《T》 | Bìa đơn (No.14 bìa đẹp nhất năm 2020) |
| 10/2020 | 《New Weekly》 | Bìa đơn |
| 10/2020 | 《Esquire》 | Bìa đơn (No.18 bìa đẹp nhất năm 2020) |
| 10/2020 | 《Esquire Fine》 | Bìa đơn |
| 10/2020 | 《Wallpaper》 | Bìa đơn |
| 12/2020 | 《Cosmopolitan》 | Bìa đơn (No.13 bìa đẹp nhất năm 2020) |
| 12/2020 | 《Thời trang L'OFFICIEL》 | Bìa đơn (No.8 bìa đẹp nhất năm 2020) |
| 03/2021 | 《Marie Claire》 | Bìa đơn (4 bìa đơn khai quý) |
| 03/2021 | 《Madame Figaro》 | Bìa đơn (4 bìa) |
| 08/2021 | 《ELLE》 | Bìa đơn (Song bìa Kim Cửu) Thiên Tỉ là nghệ sĩ nam đầu tiên lên bìa đơn trên số Kim Cửu của ELLE trong 17 năm gần đây.                              |